# THKリズム
THKリズム株式会社（THK RHYTHM CO., LTD.）は、静岡県浜松市中央区に本社を置く自動車部品メーカー。旧名は株式会社リズム（Rhythm Corporation ）。冷間鍛造加工を得意とし、主に自動車関連のステアリング、サスペンション、エンジン、トランスミッション等の構成部品を製造している。

## 沿革
前身は中島飛行機浜松製作所で、戦後富士産業浜松工場となり、ミシンの生産を始める。やがてプリンス自動車工業の車の部品も製造するようになる。
- 1961年（昭和36年）：プリンス自動車工業の子会社「リズムフレンド製造」として分社化。
- 1966年（昭和41年）：プリンス自動車工業が日産自動車と合併したのに伴い、日産自動車の全額出資の会社として再スタートする。1967年（昭和42年）には「リズム自動車部品製造」と社名変更し、以降、日産車の重要保安部品の生産を担うようになる。
- 1991年（平成3年）：「リズム」に社名変更。
- 1993年（平成5年）：(株)リズムイナサ分離独立。台湾・台湾厚木工業股ｲ分有限公司技術供与。
- 1995年（平成7年）：韓国・株式會社三進精機技術供与。
- 1996年（平成8年）：米国・ビッグベンドテクノロジー（BBT）合弁会社設立。
- 1997年（平成9年）：ISO9001／QS9000認証取得。
- 1998年（平成10年）：米国・リズムノースアメリカ（RNA）設立。
- 1999年（平成11年）: TPM優秀賞第1類受賞。
- 2001年（平成13年）: ISO14001認証取得。
- 2002年（平成14年）：日産リバイバルプラン実施に伴い、全株式をマネジメント・バイアウト形式によりJPモルガン・パートナーズが取得。日産グループより離脱。
- 2003年（平成15年）: JIT生産方式導入。BBT100％子会社化。
- 2004年（平成16年）：カーライル・グループが全株式を取得。
- 2005年（平成17年）: ISO/TS16949認証取得。中国・力知茂（広州）汽車配件有限公司（RGC）設立。
- 2006年（平成18年）: BBTをRNAに社名変更。
- 2007年（平成19年）：THK (機械メーカー)が全株式を取得・同社の連結子会社となる。タイ・THK RHYTHM（THAILAND)Co.,LTD（TRTC）設立。
- 2010年（平成22年）：THKリズム株式会社に社名変更。
- 2011年（平成23年） : 中国・蒂业技凯力知茂（常州）汽车配件有限公司（TRCC）設立。TRWアジアパシフィック地区のL&S事業取得（現TRMS）。
- 2012年（平成24年）: メキシコ・THK RHYTHM MEXICANA S.A.DE.C.V. （TRMX）設立。
- 2014年（平成26年）：THKリズム九州を本社に統合し、九州工場とする。

## 国内拠点
- 本社・御給工場（静岡県浜松市中央区御給町）
- 引佐工場（静岡県浜松市浜名区引佐町四方浄）
- 九州工場（大分県中津市三光森山)

## グループ会社
- THK Rhythm North America Corporation (TRNA-TN、RNA-DT) （アメリカ・テネシー州スパルタ市、同ミシガン州デトロイト市）
- THK RHYTHM (THAILAND) CO., LTD.（タイ・ラヨーン県）
- THK力知茂（広州）汽車配件有限公司（中国・広東省広州市）
- THK力知茂(常州)汽車配件有限公司(中国・江蘇省常州市)
- THK RHYTHM MALAYSIA SDN.BHD.　(マレーシア・ペナン州)
- THK RHYTHM MEXICANA S.A.DE.C.V　(メキシコ・グアナフアト州)

## エルグループ
- （株）リズムエル
- （株）エルトレーディング
- （株）エルツール
- （株）エルエンジニアリング

## 製品
- タイロッド、ステアリングリンケージ、パワーステアリング用トーションバー
- リンク、サスペンションボールジョイント、スタビライザーコンロッド、車高センサー用ジョイント、ロードセンシングプロポーショニングバルブ（LSPV）用リンケージ
- エンジン・トランスミッション関係部品
- 特殊機構部品 他